# 人事委員会 (琉球政府)
人事委員会（じんじいいんかい）は、琉球政府公務員法（1953年立法第4号）に基づいて、琉球政府に設置された行政委員会で、合理的・専門的・中立的な立場から人事行政に関する事務を処理する。合議制の機関で、人事委員3人をもって組織される。人事委員の互選で、人事委員長が選ばれた。
人事委員は、公正にして民主的で能率的な事務の処理に理解があり、人事行政に識見をもつ者のうちから、立法院の同意を得て、行政主席が任命する。人事委員は常勤とされ、その任期は3年である。

## 権限

### 行政的権限
- 人事行政に関する事項について調査し、人事記録に関することを管理し、及びその他人事に関する統計報告を作成すること
- 公務員に関する法令の制定または改廃に関し、立法院及び行政主席に対し意見を申し出ること
- 人事行政の運営に関し、任命権者に勧告すること
- 人事主任会議開催に関すること
- 職員の競争試験及び選考並びにこれらに関する事務を行うこと
- 職階制に関する計画を立案し及び実施すること
- 職員の給与、勤務時間その他の勤務条件、厚生福利制度、公務災害補償その他職員に関する制度について絶えず研究を行い、その成果を立法院若しくは行政主席または任命権者に提出すること
- 職員の給与がこの立法（琉球政府公務員法）及びこれに基づく法令に適合して行われることを確保するため必要な範囲において、職員に対する給与の支払いを監理すること
- 職員の研修、厚生及び勤務成績の評定に関する総合的企画を行うこと
- 法令に基づきその権限に属せしめられた事項（給料表に関する計画の立案及び提出、給料表に関する報告及び勧告、職員団体の登録に関する事務等）
- 法令に基づくその権限の行使に関し、必要があるときは証人を喚問し、または書類若しくはその写しの提出を求めること

### 準立法的権限
- 法令に基づきその権限に属せしめられた事項について、人事委員会規則を制定し、改廃し、人事委員会指令を発し、及び手続きを定めることができる

### 準司法的権限
- 職員の給与、勤務時間その他の勤務条件に関する措置の要求を審査し、判定し、及び必要な措置をとること
- 職員に対する不利益な処分を審査し、判定し、及び必要な措置をとること
- 公務災害補償に関する異議の申し立てを審査すること

## 職階制
琉球政府公務員は、本土の国家公務員や地方公務員とは異なり、アメリカ流の職階制が完全実施されており、原則として何れかの職種・職級に分類されていた。職種・職級を定めるのも人事委員会の役目である。